# بوبي بورتيس
بوبي بورتيس (بالإنجليزية: Bobby Portis)‏ مواليد 10 فبراير 1995 في ليتل روك، هو لاعب كرة سلة أمريكي. بدأ مسيرته الاحترافية في سنة 2015. تم اختياره من قبل فريق شيكاغو بولز خلال الدرافت. يحمل الرقم 5. يبلغ طوله 6 قدم 11 بوصة (2.1 م).

## إحصائيات المسيرة

### الموسم الاعتيادي
| السنة   | الفريق      | لعب | بدأ | دقيقة | ميداني% | ثلاثية | حرة  | ارتداد | صنع | استلاب | تصدي | نقطة |
| ------- | ----------- | --- | --- | ----- | ------- | ------ | ---- | ------ | --- | ------ | ---- | ---- |
| 2015–16 | شيكاغو بولز | 62  | 4   | 17.8  | .427    | .308   | .727 | 5.4    | .8  | .4     | .4   | 7.0  |
| المسيرة | المسيرة     | 62  | 4   | 17.8  | .427    | .308   | .727 | 5.4    | .8  | .4     | .4   | 7.0  |

## روابط خارجية
- بوبي بورتيس على موقع إن بي أي (الإنجليزية)
- بوبي بورتيس على موقع سبورتس رفرنس (الإنجليزية)
- بوبي بورتيس على موقع كرة السلة الأوروبية.كوم (الإنجليزية)
- بوبي بورتيس على موقع إي إس بي إن.كوم (الإنجليزية)
- بوبي بورتيس على موقع كلية كرة السلة في سبورتس رفرنس.كوم (الإنجليزية)
- بوبي بورتيس على موقع ريلجم (الإنجليزية)
- بوبي بورتيس على موقع بروبوليرز (الإنجليزية)
- بوبي بورتيس على موقع سبورتس رفرنس (الإنجليزية)